# Hans Botwid
Hans Botvid Botwid, född den 7 augusti 1901 i Brännkyrka församling i Stockholm, död den 9 oktober 1989 i Stockholm, var en svensk författare och översättare. 

## Biografi
Botwids föräldrar var järnvägstjänstemannen Hans Andersson och Anna Nilsson. Efter folkskolan gick han på handelsskola 1916-1917 och arbetade som kontorist på ASEA:s kontor 1916-1923. Efter olika sysselsättningar blev han biblioteksbiträde vid Stockholms stadsbibliotek 1929-1933.
Dikterna präglas av ångest och isolering. I sina romaner har Botwid särskilt beskrivit problemet hos manschettproletariatet, som var sämre organiserade än arbetarna men med högre status, exempelvis i Värna och Unna dem deras synder. Han skildrar de psykologiska och moraliska problem som klassresan medför. Exempelvis i romanen Leken som fortsätter, vilken handlar om en slaktardrängs uppstigande till direktör.
Botwid är begravd i minneslunden på Skogskyrkogården i Stockholm.

### Översättningar
- Nils Johan Rud: Vi ska ha ett barn (Vi skal ha et barn) (Norstedt, 1933)
- Norah Lofts: Den stora illusionen (White hell of pity) (Norstedt, 1938)